# Proctonotoidea
Proctonotoidea zijn een superfamilie van weekdieren uit de klasse van de Gastropoda (slakken).

## Families
- Curnonidae d'Udekem d'Acoz, 2017
- Dironidae Eliot, 1910
- Janolidae Pruvot-Fol, 1933
- Lemindidae Griffiths, 1985
- Proctonotidae Gray, 1853